# Во сюр Сюр
Во сюр Сюр (на френски: Vaux-sur-Sûre) е селище в Южна Белгия, окръг Бастон на провинция Люксембург. Населението му е около 4600 души (2006).